# Ефремово-Степановское сельское поселение
Ефремово-Степановское сельское поселение — муниципальное образование в Тарасовском районе Ростовской области. 
Административный центр поселения — слобода Ефремово-Степановка.

## Состав сельского поселения
| № | Населённый пункт    | Тип населённого пункта          | Население |
| - | ------------------- | ------------------------------- | --------- |
| 1 | Александровка       | слобода                         | 473       |
| 2 | Ефремово-Степановка | слобода, административный центр | 969       |
| 3 | Нижнемакеевский     | хутор                           | 311       |
| 4 | Павловка            | хутор                           | 58        |

## Население
| 2010  | 2012  | 2013  | 2014  | 2015  | 2016  | 2017  | 2018  | 2019  |
| ----- | ----- | ----- | ----- | ----- | ----- | ----- | ----- | ----- |
| 1811  | ↘1791 | ↘1734 | ↘1717 | ↘1670 | ↗1675 | ↘1648 | ↘1624 | ↘1610 |
| 2020  | 2021  |       |       |       |       |       |       |       |
| ↘1609 | ↘1592 |       |       |       |       |       |       |       |